# クラウス・テンシュテット
クラウス・ヘルマン・ヴィルヘルム・テンシュテット（Klaus Hermann Wilhelm Tennstedt, 1926年6月6日 - 1998年1月11日）は、ドイツの指揮者。
イギリスの音楽評論家ノーマン・レブレヒトは、「現代の棒振り機械に対して敢然と戦う存在」と評している。また、その指揮姿から「石をぶつけられたコウノトリ」とあだ名された。

## 人物・来歴

### 生い立ち
ドイツ国のメルゼブルク（ライプツィヒとハレの中間に位置する。現在はザクセン＝アンハルト州）に生まれる。ヴァイオリニストを父に持ち、ライプツィヒ音楽院にてヴァイオリニストとしての研鑚を積む。1948年、ハレ歌劇場のコンサートマスターとなるが、指の骨瘤（こつりゅう、外骨症）のためにヴァイオリニストの道を閉ざされ、1952年に同劇場の首席指揮者へ転身した。以後、カール＝マルクス＝シュタット（現、ケムニッツ）、ラーデボイル、シュヴェリーンの歌劇場音楽監督を歴任した。初版が「非人民的で形式主義的」と政府に批判されたこともあり、東ドイツでは上演されていなかった、パウル・デッサウの「ルクッルスの有罪宣告」（初版は「ルクッルスの尋問」）なども手がける。

### 亡命
テンシュテットは1970年にベルリン・コーミッシェ・オーパーに登場するが、次第に東ドイツでの音楽活動に限界を感じ、1971年、スウェーデン・ヨーテボリでの客演を機に西ドイツへ亡命した。インゲボルク夫人を同伴しての客演旅行が可能になったのをチャンスとして、テンシュテットは亡命に踏み切った。

### 活躍
1972年、キール歌劇場の音楽監督に就任する。ロンドンの聴衆に「ヴィルヘルム・フルトヴェングラーを彷彿とさせる」と評された彼の情熱的かつ個性的な音楽は、1974年のボストン交響楽団への客演を機に世界の知るところとなった。
1977年にはニューヨーク・フィルハーモニックに客演した。著名な音楽評論家であるハロルド・C・ショーンバーグはプロコフィエフ交響曲第5番の第１楽章の終了と同時に興奮した観客が絶叫するのを聞いた。後にオーケストラは3年後の1980年にテンシュテットとツアーする事を決める。ここでの大成功は彼の名声を不動のものとした。
更に1983年には100周年を迎えたメトロポリタン歌劇場に招かれベートーヴェンの歌劇「フィデリオ」で大成功をおさめた。
テンシュテットは全米の主要なオーケストラに次々に招かれ特にブルックナーに力を入れて演奏した。一連の客演は大きな衝撃をもたらしタイムズ・マガジンはテンシュテットを「全米で最も追いかけるべき指揮者」と報じた。
幾つかのオーケストラでテンシュテットを音楽監督に出来ないかと議論が沸き起こった。
フィラデルフィア管弦楽団の音楽監督は誰が良いかと議論されたときには逆に「クラウス・テンシュテットとカルロス・クライバーは（音楽監督としては）華やか過ぎる」と評されることもあった。
「テンシュテットが指揮している間は誰も居眠りなどしない」など、批評家やオーケストラだけでなくテンシュテットはアメリカの聴衆にも熱狂的な反応をもたらした。「信じられないかもしれないがテンシュテットにはロックのスーパースター達と共通するものがある。それは彼だけのファンクラブが存在する事だ。」ある時、テンシュテットは200人もの"Klausketeers"そう自ら呼称し呼ばれる熱狂的なテンシュテットファン達に囲まれ戸惑う事もあった。
テンシュテットは「でも私は彼らが好きです」と苦笑いしつつ答えた。
"Klausketeers"の中で著名な人物としてはピアニストのアルトゥール・ルービンシュタインや実業家のヘンリー・フォード２世などがそうである。
結局、アメリカではミネソタ管弦楽団の首席客演指揮者を1979年から1982年まで務めるに留まったがアメリカの主要なオーケストラを振り続けた。
特にタングルウッド音楽祭では常連であり1983年までボストン交響楽団と共にほぼ毎年出演を続けた。
また先述したフィラデルフィア管弦楽団からアカデミー・オブ・ミュージックの130周年記念演奏会にも招かれている。
1979年には北ドイツ放送交響楽団の音楽監督に就任し、数々の演奏を残すが、楽団員・事務局との関係が険悪で、1981年の演奏旅行中に両者は決裂した。彼は特にドイツ・オーストリアの楽団と折り合いが悪く、先の北ドイツ放送交響楽団の他にも、ウィーン・フィルハーモニー管弦楽団とはザルツブルク音楽祭での共演一回のみであった。また、ベルリン・フィルハーモニー管弦楽団とは、共演回数自体は多いものの実際の仲はお世辞にも良いものではなかった。
1983年、ロンドン・フィルハーモニー管弦楽団の音楽監督に転じる。ロンドン・フィルとは
- ｢我々はクラウスのためなら120%の力を出し切る｣（匿名のロンドン・フィル楽団員）
- ｢彼の音楽理論はオットー・クレンペラー以来もっとも深いものであろう｣（タイム誌）
- ｢テンシュテットなきロンドン・フィルはミック・ジャガーのいないローリング・ストーンズのようだ｣（ガーディアン紙）

などの賛辞を寄せられるほどの蜜月関係を築き上げた。
当時、クラウディオ・アバド率いるロンドン交響楽団など大音楽家が火花を散らすロンドンに於いてロンドン・フィルのマネージャーであるジョン・ウィランはテンシュテットが率いる同楽団を「ロンドンの最高のオーケストラ(London’s Premier Orchestra)」であると宣言し野心的な計画を実行に移した。
1984~1985年にかけてテンシュテットは同楽団を率いて日本を含むアジア、8年ぶりの全米及びオーストラリアへのツアーを敢行し成功させた。
テンシュテットのレパートリーは多岐にわたる。特にベートーヴェン、ワーグナー、ブルックナー、ブラームスなど、ドイツ・オーストリア系の作曲家を得意としており、中でもグスタフ・マーラーの演奏解釈で知られている。1979年には国際マーラー協会からメダルを授与されている。
ヘルベルト・フォン・カラヤンから、自らの後継者として目されていた時期もあった。

### 死去
ロンドン・フィル音楽監督のかたわら世界各地に客演して演奏を聴かせたが、1985年に喉頭癌を発病した。1987年には静養のためロンドン・フィルの音楽監督を退き、同楽団から桂冠指揮者の称号を贈られた。以後、放射線治療を受けつつ演奏活動を続けたが、1993年に事実上の引退状態になり、1998年に死去した。71歳没。全世界を舞台として活躍した年数も短く、その真価も十分発揮されぬままの死去であった。
2021年にはゲオルク・ヴュープボルトによるテンシュテットの評伝が出版され、更に同氏によるテンシュテットの映像ドキュメンタリーが製作中である。

## 録音
短い活動期間のためもあり、同世代の指揮者に比べるとレコーディングは少ないが、近年、BBCやロンドン・フィル自主レーベルなどにより、特にライヴ演奏のCDリリースが次々と行われるようになっており、再評価の動きが急速に進んでいる。 1993年におけるマーラー交響曲第7番のロンドン公演を最後に、公式のレコーディングは発表されていない。

## 来日公演
初来日は、1984年、ロンドン・フィルと共に。その後1988年と1992年にも来日している。ただし、1992年の来日時は急病のために一度も指揮できず、急遽帰国することとなった（なお、その際の代役は随行したフランツ・ウェルザー＝メストが全て務めている）。